# Division de Kanpur
La Division de Kanpur (hindi : कानपुर विभाग) est l'une des 18 divisions administratives de l'État indien de l'Uttar Pradesh.

## Districts
Elle est constituée de 6 districts :
- Kanpur Dehat
- Kanpur Nagar
- Auraiya
- Etawah
- Farrukhabad
- Kannauj